# 7e bataillon de tirailleurs indochinois
Pour les articles homonymes, voir Bataillon de marche indochinois (homonymie) et 7e bataillon.
Le 7e bataillon de tirailleurs indochinois est une unité d'infanterie des troupes coloniales françaises pendant la Première Guerre mondiale.

## Historique

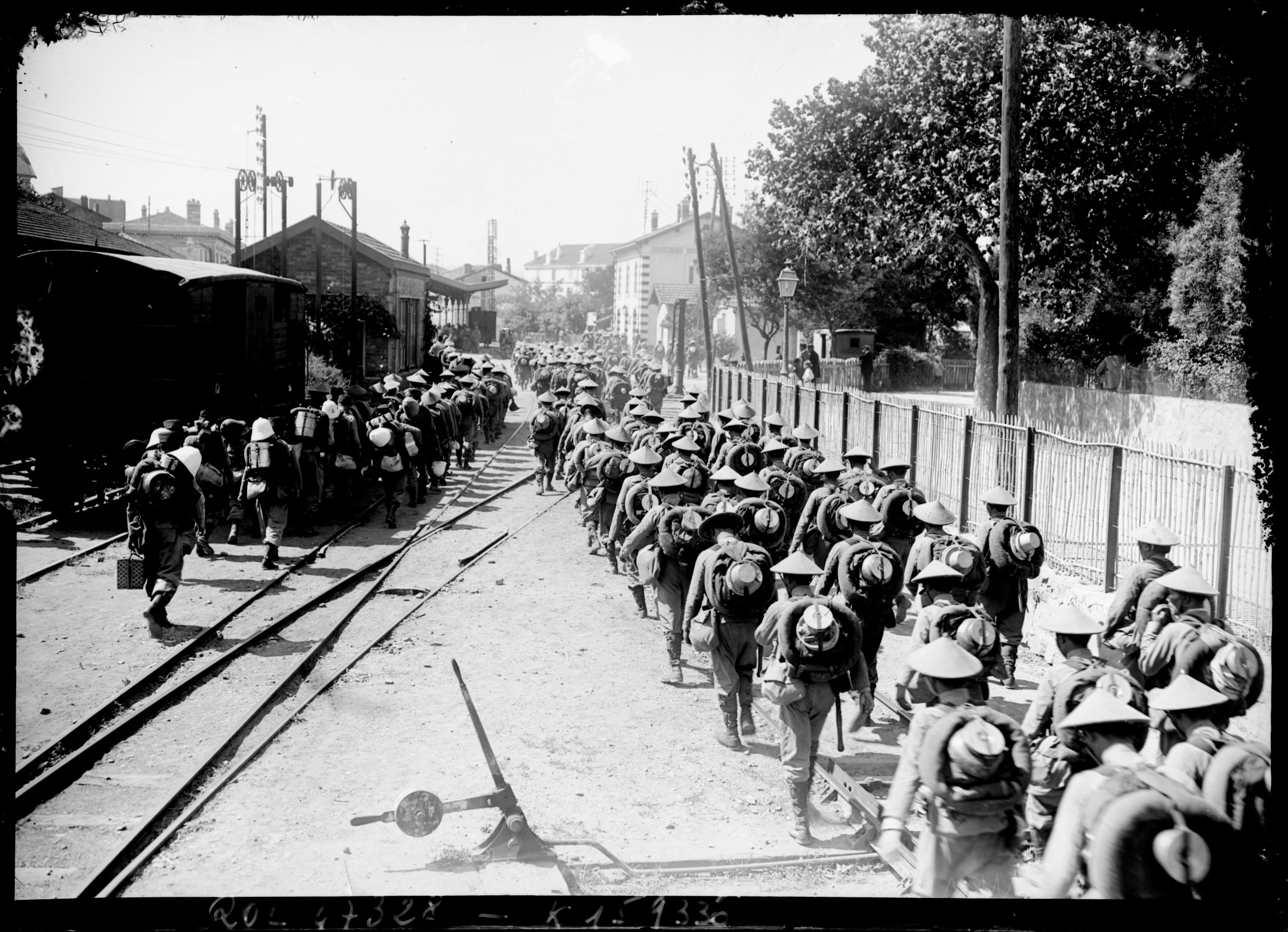
Tirailleurs indochinois en gare de Saint-Raphaël, juillet 1916.

Le 7e BTI est créé le 16 février 1916 à Sept Pagodes. Il compte 1 000 hommes, renforcés par 300 recrues en août.
Débarqué à Marseille le 5 octobre 1916, le bataillon reste à l'entraînement au camp de Fréjus, jusqu'en avril 1917.
Le bataillon est rattaché le 6 avril 1917 à la 12e division d'infanterie, et est dispersé le 10 : la 1re compagnie auprès du 54e régiment d'infanterie à Septmonts, la 2e compagnie au 67e régiment d'infanterie à Ambrief, la 3e compagnie au 350e régiment d'infanterie à Septmonts, la 5e compagnie auprès du dépôt divisionnaire de la 12e DI. La 4e compagnie, la compagnie de mitrailleuses et la section hors-rang restent à Montrambœuf (près de Villers-Hélon).
Du 5 au 7 mai, le bataillon soutient l'attaque de la 12e DI au nord de Soupir dans le cadre de la bataille du Chemin des Dames. Les compagnies suivent les attaques des régiments d'infanterie, et préparent les défenses ou ravitaillent les premières lignes. Le bataillon déplore, en trois jours, 23 tués, 104 blessés et 69 disparus.
Le 9 mai, le bataillon entier passe aux ordres du 67e RI, qui part au repos.
Le bataillon rejoint par voie ferrée Bruyères dans les Vosges le 15 juin. Jusqu'au 10 octobre, le bataillon s'installe dans les tranchées à Senones, la Chapelotte et Combrimont.
Le 10 octobre, le bataillon quitte la 12e DI. Rassemblé à Moyenmoutier, il part hiverner en retrait du front.
Le 7e BTI revient sur le front dans les Vosges en juin 1918 et tient les tranchées du secteur d'Anould du 1er au 22 juin, repoussant une attaque allemande, puis à nouveau du 24 au 24 juin dans un secteur au-dessus de Munster. Il repasse en secteur du 1er au 11 juillet dans le secteur d'Anould auprès de la 21e DI puis du 16 au 30 juillet dans le centre de résistance « Collet ». Enfin, il est rattaché le 4 août au 7e RI (131e DI), jusqu'à l'armistice. Le bataillon défend les tranchées au sud-ouest d'Orbey du 31 août au 10 septembre, du 12 au 18 octobre et du 27 octobre au 1er novembre. Dans cette dernière période, le 29 et le 30 octobre, le bataillon repousse deux puissantes attaques allemandes.
Le 11 novembre 1918, l'armistice trouve le bataillon avec le 7e RI à Lunéville. Le bataillon stationne ensuite en Lorraine puis reste à Marseille jusqu'au 15 mars 1919, jour de sa dissolution et de son embarquement pour Haïphong.

## Chefs de corps
- février 1916 - juin 1917 : chef de bataillon Dez[1]
- juin 1917 - mars 1919 : capitaine (puis chef de bataillon[8]) Defert[1]